# 獵隼砲

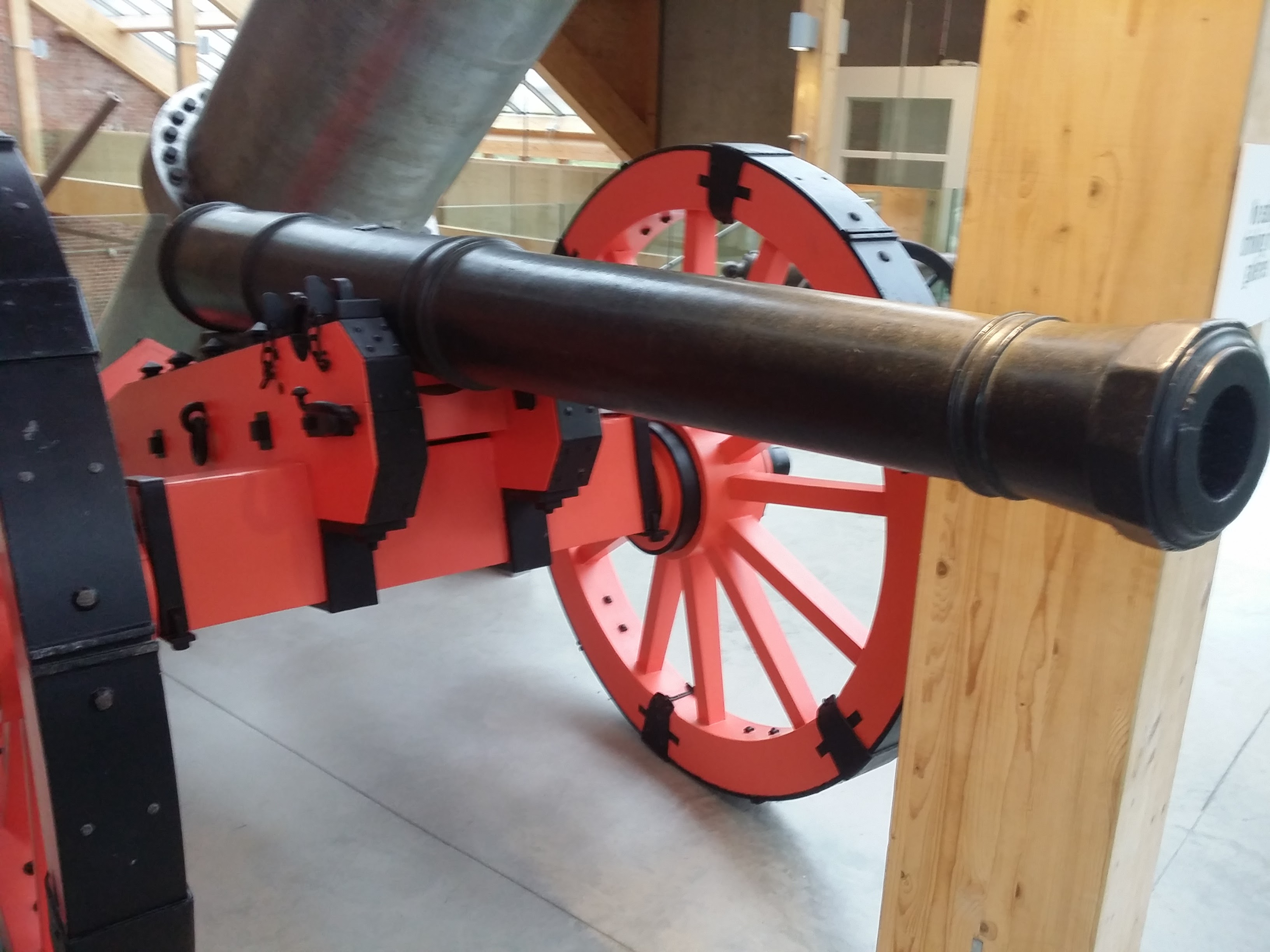
獵隼砲

獵隼砲（英語：Saker）是一種中型的加農砲，比蛇砲稍微小型一點，大約在十六世紀中期被發展出來，常在英格蘭被使用。他的名字來自獵隼，一種原產於中東的大型狩獵鳥類。
獵隼砲的砲管大約有二點九公尺長，口徑大約八點二六公分，重量大約八百六十公斤。可以發射二點四公斤的球型砲彈，射程大約二點三公里，使用一點八公斤的黑火藥。砲彈被設計成不會爆炸但會彈起而造成更多傷害。